# Osmia calaminthae
Osmia calaminthae là một loài ong tò vò hiếm thuộc chi Osmia, là một loài đặc hữu của quận Highlands, Florida, Hoa Kỳ. Theo NatureServe, nó nằm trong nhóm các loài cực kỳ nguy cấp. Tên chung của loài này bắt nguồn từ màu xanh đặc trưng của nó và nguồn phấn hoa ưa thích của nó, Calamintha ashei.

## Từ nguyên
Tên gọi "calaminthae" là tiếng Latinh có nghĩa là bạc hà, vì nguồn phấn hoa yêu thích của loài ong này là Calamintha ashei, thường được gọi là cây bạc hà Ashe.

## Miêu tả
Con cái trưởng thành của loài Osima calaminthae có chiều dài từ 10 – 11 mm (0,39 – 0,43 in) trong tổng chiều dài và có chiều dài đầu là 6 – 7 mm (0,24 – 0,28 in). Con đực có chiều dài 10 mm (0,39 in) với chiều dài 6 mm (0,24 in). Con cái có màu xanh đậm với một số tích phân màu nâu; con đực có cái đầu màu xanh nhạt và u trung biểu mô. Con cái, cùng với con cái của Osmia symunctoides, là loài đặc biệt trong số các loài tò vò Bắc Mỹ vì lông mặt ngắn, dựng đứng, đơn giản được sử dụng cho việc đựng phấn hoa.

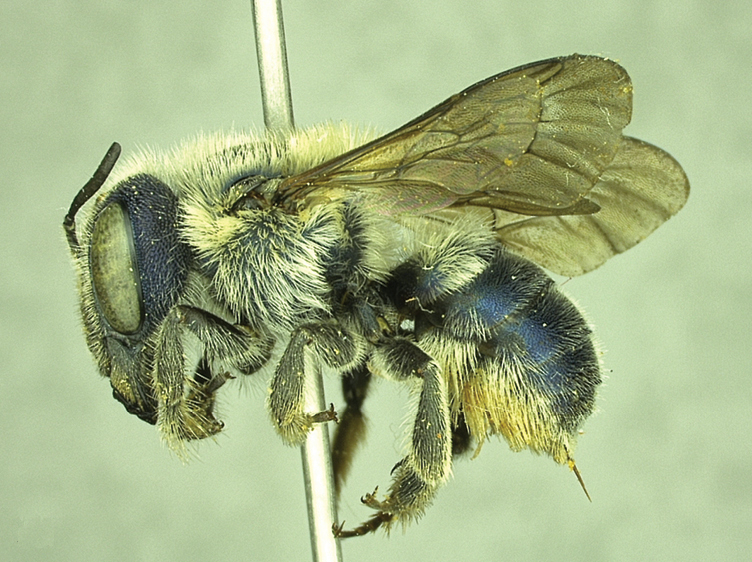
Con cái
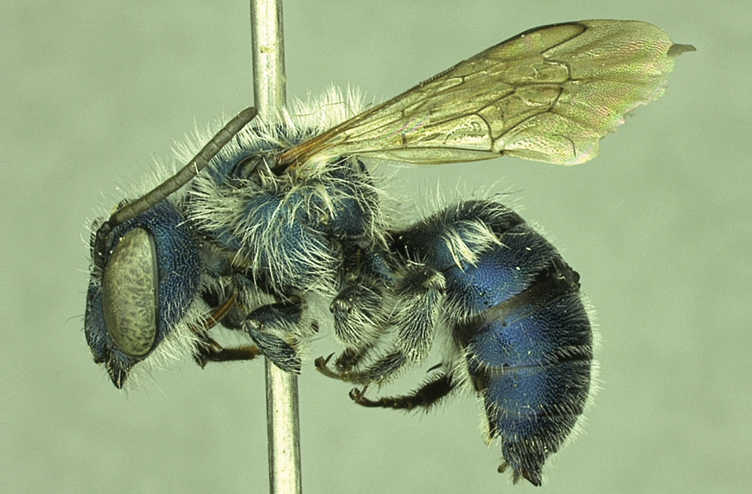
Con đực

## Phân bố và hệ sinh thái
Osmia calaminthae chỉ được quan sát tại bốn địa điểm, tất cả đều nằm trong một khu vực dài 20 km (12 dặm), rộng 2 km (1,2 dặm) ở quận Highlands, Florida. Phần lớn các quan sát là từ các lô đất chưa phát triển khác nhau ở hồ Placid. Điều này khiến nó có thể nằm trong số những loài ong bị hạn chế về mặt địa lý và vật chủ nhất ở miền đông Bắc Mỹ. Mặc dù có thể là những con ong vượt quá mức đã được quan sát, chưa bao giờ có một nỗ lực để khảo sát toàn diện những con ong ở Florida hoặc ghi lại các vật chủ của chúng. Khu vực quan sát cũng được biết đến với sự đặc hữu. Vùng bụi rậm Florida là một ví dụ độc đáo của môi trường cây bụi nằm trên những rặng núi và bãi cát lộng gió. Con ong phụ thuộc chủ yếu vào Calamintha ashei, một nguồn phấn hoa. Cá nhân C. ashei được biết là sống lâu khoảng một thập kỷ và có khả năng sống lâu hơn. Chúng nở hoa chủ yếu từ giữa tháng ba đến giữa tháng tư. Vì chỉ có từ 20 đến 30 cây trưởng thành có thể có hàng ngàn bông hoa, loài này đóng vai trò là nguồn thực phẩm thiết yếu hàng năm cho O. calaminthae.

## Tình trạng bảo tồn
Osmia calaminthae được biết đến rất ít và tình trạng bảo tồn của nó hiện chưa được Cục Cá và Động vật hoang dã Hoa Kỳ ghi nhận. Nó được liệt kê là "loài có nhu cầu bảo tồn lớn nhất" theo Kế hoạch Hành động Động vật hoang dã của tiểu bang Florida, và đến năm 2019, nó đã được NatureServe liệt vào nhóm loài "Cực kỳ nguy cấp". Vào năm 2015, một bản kiến nghị đã được đệ trình lên Cơ quan Cá và Động vật hoang dã Hoa Kỳ để đánh giá tình trạng bảo tồn của loài ong này và tình trạng của nó hiện đang được xem xét. Loài ong được miêu tả vào năm 2011, và môi trường sống của nó được nghiên cứu vào năm 2016, nhưng sự tồn tại của nó vẫn chưa được biết cho đến khi nó được phát hiện lại vào tháng 3 năm 2020. Hầu hết môi trường sống của loài ong này không được bảo vệ. Thuốc trừ sâu và các loại xe địa hình là các mối đe dọa khác.